# Familia Santángel
Santángel (de santo ángel) es un apellido español que llevó una notable familia aragonesa de origen judeoconverso.
El nombre de Luis de Santángel lo llevaron varios miembros de esta familia; comenzando por el que inició la dinastía familiar como converso, cuyo nombre judío era Azarías Ginillo, letrado de Calatayud que decidió convertirse en el contexto de las predicaciones de San Vicente Ferrer (simultáneas a la violentísima revuelta antijudía de 1391). Tras su conversión fue zalmedina de Zaragoza. Murió antes de 1459.
También se llamaron Luis dos de sus nietos: uno de ellos recaudador de impuestos y diputado en las Cortes de Aragón de 1473; y otro un comerciante de Zaragoza que fue condenado por el asesinato del inquisidor Pedro Arbués —quemado el 18 de agosto de 1487 y que en algunas fuentes se le llama Mosén Luis de Santángel (mosén era un honorífico que en Aragón se daba tanto a los clérigos como a los nobles de segunda clase)—.
Hijo de Azarías fue Luis de Santángel (Luis de Santángel el Viejo), muerto en 1476. Mercader en Valencia, arrendó las salinas de La Mata desde 1472 (por 21 100 sueldos al año), y también recaudó impuestos para el rey Juan II de Aragón. Un hijo suyo, que le sucedió como recaudador de impuestos, también se llamó Luis de Santángel, y es el más destacado personaje histórico de esta familia. Aunque fue investigado en el proceso a los judaizantes que llevó al auto de fe de Zaragoza del 17 de julio de 1491, gozó de la protección de Fernando el Católico, que le nombró su «escribano de ración» (canciller de la Casa de Aragón) y consejero real y le eximió (a él, a sus hijos y nietos) de cualquier molestia por parte de la Inquisición. Intervino en las negociaciones colombinas, facilitando él mismo cinco millones de maravedíes sin intereses; y fue él quien recibió los primeros informes de Colón sobre el descubrimiento de América. El rey Fernando contribuyó con 30 000 sueldos a la boda de la hija de Santángel con Ángel de Villanueva (nieto de Moses Patagon o Pazagon, de Calatayud, 1493).
Muchos miembros de esta familia tuvieron problemas con la Inquisición, y su condición de cristianos nuevos no dejó de serles recordada en las siguientes generaciones:

«Gabriel de Santángel, de Barbastro, fue condenado en Barbastro año de 1495, y Gispert de Santángel, su hermano, fue herético reconciliado en Huesca el primero de marzo de 1495, y así mismo lo fue también Salvador de Santángel, mercader de Barbastro. Este Salvador tuvo cuatro hijos llamados micer Salvador de Santángel y Alonso y Juan y Leonardo de Santángel... La segunda hija del dicho Alonso de Santángel, llamada Sabina de Santángel, casó con Gabriel Zaporta, mercader de Zaragoza, tuvieron tres hijos y una sola hija... La hija de los susodichos Gabriel Zaporta y Sabina Santángel se llama doña Leonor Zaporta, casó con don Francisco de Gurrea y de Aragón, duque de Villahermosa y conde de Ribagorza...»
Francisco de Mendoza y Bobadilla, Tizón de la nobleza española, 1560.